# Тупичевский сельский совет (Городнянский район)
Тупичевский сельский совет (укр. Тупичівська сільська рада) — входит в состав
Городнянского района
Черниговской области
Украины.
Административный центр сельского совета находится в 
с. Тупичев
.

## Населённые пункты совета
- с. Тупичев
- пос. Тополевка